# 塞瓦 (弗里堡州)
塞瓦是瑞士的城鎮，位於該國西部，由弗里堡州負責管轄，面積2.5平方公里，海拔高度492米，2011年人口249，七成半人口信奉羅馬天主教，人口密度每平方公里100人。

## 外部連結
- Official website （页面存档备份，存于） （法文）